# Sandra Gal
Sandra Gal (* 9. Mai 1985 in Düsseldorf) ist eine deutsche Profigolferin. 

## Leben
Im Alter von fünf Jahren hat sie bereits mit dem Golf-Spiel begonnen. Im Jahr 2008 wechselte sie auf die amerikanische LPGA Tour.  Mittlerweile ist die deutsche Wahlamerikanerin mit Wohnsitz in Florida die aktuell führende deutsche Golferin in der LPGA Weltrangliste. In ihrer Karriere (seit 2008) verdiente sie bis zum Ende des Jahres 2018 insgesamt $4,311,272 an Preisgeldern.
Am 27. März 2011 gewann sie ihr erstes LPGA-Turnier, die KIA Classic, mit einem Schlag Vorsprung vor der Südkoreanerin Jiyai Shin durch ein Birdie auf dem 18. Loch.